# RockShox
RockShox Inc. è un'azienda americana fondata da Paul Turner nel 1989, che sviluppa e produce sospensioni per biciclette e dal 2002 è parte della SRAM Corporation.

## Storia

### Inizi
RockShox fu fondata da Paul Turner nel 1989 a Boulder, in Colorado e trasferita alcuni anni dopo in California, quando Steve e Deborah Simons acquistarono Dia Compe.

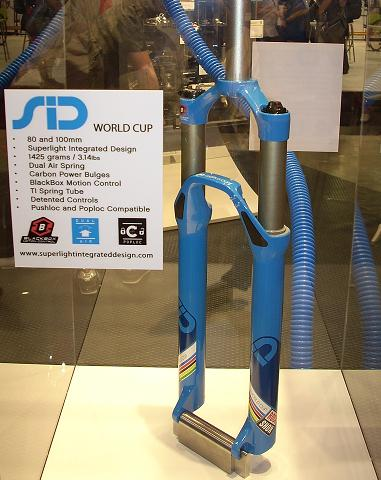
2008 RockShox SID World Cup suspension fork for mountain bikes.

Nel periodo da teenager, Paul Turner, frequentava le corse motociclistiche e nel 1977, a diciotto anni, fondò una compagnia che si occupava della vendita di componentistica da moto. In seguito lavorò per la Honda Motor Company come meccanico per il loro team professionale di motocross. Ciò lo mise in contatto con alcuni designers di sistemi di sospensioni ed anche con molte altre figure nel mondo del motocross.
Steve Simons oltre che imprenditore, da teenager fu anche pilota di motocross. Ha sviluppato dei dissipatori per gli ammortizzatori Koni che servivano per abbassare la temperatura dell'olio e nel 1974 ha progettato ammortizzatori per la ditta che divenne poi Fox Shox. Ha poi fondato la compagnia Dynamic Enterprisesm che divenne successivamente Simons inc, sviluppando kit di aggiornamento pneumatico per forcelle ammortizzate. Simons è proprietario di due brevetti di forcelle ammortizzate, di cui uno per forcelle rovesciate che viene utilizzato su licenza nelle motociclette e da produttori di sospensioni.
Alla fine degli anni ottanta Paul iniziò ad andare in mountain bike e, forte della sua esperienza nel mondo delle moto, iniziò a rendersi conto della necessità di sospensioni. Iniziò dunque a sviluppare la sua prima forcella ammortizzata e fra il 1989 ed il 1990, Turner approcciò Simons che lo aiutò in questo processo. Turner, con l'aiuto di Keith Bontrager, presentò nel 1987 una bici con sospensioni davanti e dietro. L'industria purtroppo non fu esattamente colpita da questo progetto e due anni dopo, Turner e sua moglie Christi si ritrovarono a fabbricare forcelle ammortizzate nel loro garage, utilizzando parti acquistate dalla Simons inc, ditta che in seguito si associò allo stesso Turner nel momento in cui Steve e sua moglie Deborah ipotecarono la loro casa per acquistare la Dia Compe e spostare la produzione a Mt. View in California nel 1993. Nel 1995 si spostarono a Santa Cruz mentre la produzione e la progettazione furono spostate a San Jose, sempre in California, nel 1995. Lavorarono con Thomas Dooley della TDA per ideare l'attuale logo Rock Shox, e lo stesso Dooley fu il direttore creativo del settore marketing e pubblicità.
Turner assunse Greg Herbold come test rider e portavoce della compagnia, divenne il primo campione mondiale nella disciplina del downhill utilizzando una delle prime forcelle da mountain bike prodotte.
Nel 1992 Turner e Simons, a partire dal design del modello RS-1, idearono una forcella per Specialized lavorando insieme a Mark Winter. Winter lasciò il lavoro in Specialized pochi anni dopo ed unendosi definitivamente a Rock Shox nel 1995.

### Acquisizione da parte di SRAM
Nel 2002 Rock Shox era insolvente per un prestito da parte di SRAM. Così la SRAM acquisì la compagnia e tutti i suoi debiti per cinque milioni e seicentomila dollari. La compagnia aveva trecento dipendenti a Colorado Springs ma nel 2002, la produzione fu spostata Taichung in Taiwan. A Colorado Springs rimane soltanto un piccolo stabilimento di collaudo.
Paul Turner è stato nominato più volte per comparire nella Mountain Bike Hall of Fame ma ha sempre rifiutato.

## Cronologia di produzione e specifiche comuni
| Product              | Year introduced | Year discontinued | Stanchion Diameter                                        | Travel Lengths                                                                        | Spring Types                                                                                          |
| -------------------- | --------------- | ----------------- | --------------------------------------------------------- | ------------------------------------------------------------------------------------- | --- |
| RS-1                 | 1990            | 1991              | 25.4 mm (1")                                              | Air, oil return                                                                       | |
| Mag 20               | 1992            | 1992              | 25.4 mm                                                   | 48 mm                                                                                 | Air, oil return                                                                                       |
| Mag 30               | 1992            | 1992              | 25.4 mm                                                   | 48 mm                                                                                 | Air, oil return                                                                                       |
| Mag 21               | 1993            | 1997              | 25.4 mm                                                   | 48 mm (60 mm long travel)                                                             | Air, oil return                                                                                       |
| Mag 10               | 1993            | 1995              | 25.4 mm                                                   | 48 mm                                                                                 | Air, oil return                                                                                       |
| Mag 21 SL            | 1994            | 1994              | 25.4 mm                                                   | 48 mm (60 mm long travel)                                                             | Air, oil return                                                                                       |
| Quadra               | 1993            | 25.4 mm           | Elastomer                                                 |                                                                                       | |
| Quadra 5             | 1994            | 25.4 mm           | 48 mm                                                     | Elastomer                                                                             | |
| Quadra 21 R          | 1994            | 25.4 mm           | 60 mm                                                     | Elastomer                                                                             | |
| Judy XC              | 1995            | 2001              | 28 mm                                                     | 50/63/80mm                                                                            | MCU spring (elastomer), oil return                                                                    |
| Judy SL              | 1995            | 2001              | 28 mm                                                     | 50/63/80mm                                                                            | MCU spring (elastomer), oil return                                                                    |
| Judy DH              | 1995            | 1998              | 28 mm                                                     | 80 mm                                                                                 | Coil, MCU spring (elastomer), oil return                                                              |
| Indy                 | 1995            | 1998?             | 28 mm ?                                                   | 50/63 mm                                                                              | MCU spring (elastomer)                                                                                |
| SID                  | 1998            | Present           | 35 mm or 32 mm (as of 2009; previously, 28 mm)            | 80/100 mm or 120 mm                                                                   | Dual Air until 2013, then Solo Air.                                                                   |
| DHO                  | 1997            | 1998              | 28 mm                                                     | 100 mm                                                                                | MCU spring (elastomer)                                                                                |
| BoXXer               | 1998            | Present           | 32 mm (1998-2009), 35 mm (2010-2023), 38mm (2024-present) | 150 mm (early), 180 mm, 200 mm (present)                                              | DebonAir Coil (World cup model with solo air), Coil U-Turn (Boxxer Ride)                              |
| Jett                 | 1999            | 2001              |                                                           |                                                                                       | |
| Ruby (road/700cc)    | 2000            | 2000              |                                                           |                                                                                       | |
| Metro (road/700cc)   | 2001            | 2005              |                                                           |                                                                                       | |
| Psylo                | 2001            | 2005              | 30 mm                                                     | 80-125mm                                                                              | Coil U-Turn, Fixed Coil, Hydra-Air, Dual-Air                                                          |
| Duke                 | 2002            | 2005              | 30 mm                                                     | 80/100 mm (Hydra Air) 63-108 (Coil U-Turn)                                            | Hydra-Air (Solo-Air with a coil negative spring), Coil U-Turn 63/108mm                                |
| Pike                 | 2004            | Present           | 35 mm (2005-2011 Pike was 32 mm)                          | 140/150/160 mm                                                                        | Older models were coil or air with or without U-Turn. 2014 onwards are Solo-Air or Dual Position Air. |
| Pilot                | 2003-2005, 2024 | present           | 35mm                                                      | 130 to 160mm                                                                          | DebonAir                                                                                              |
| Reba                 | 2005            | Present           | 32 mm                                                     | 80/100/120 mm Dual Air, 90–120 mm Air U-Turn, 130/140 mm Trail Specific 29"           | Dual Air, Air U-Turn, Trail Specific 29", Solo Air (since 2013)                                       |
| Recon                | 2006            | Present           | 32 mm                                                     | 140 mm (some models like the 335), 80/100/120 mm, 80/100 29"                          | Solo Air / Coil / Coil U-Turn                                                                         |
| Revelation           | 2006            | Present           | 32 mm                                                     | 130/140/150 mm Dual Air, 120–150 mm Dual Position Air                                 | Dual Air, Dual Position Air, Air U-Turn                                                               |
| Argyle               | 2007            | 2011              | 32 mm                                                     | 80/100 mm                                                                             | Coil                                                                                                  |
| Dart                 | 2006            | 2012              | 28 mm                                                     | 80, 100 and 120 mm, 80/100mm 29er model                                               | Coil                                                                                                  |
| Domain               | 2007            | Present           | 38mm, previously 35 mm                                    | 160 mm, 180 mm (Single Crown) and 200 mm (Dual Crown)                                 | DebonAir, Coil                                                                                        |
| Lyrik                | 2007            | Present           | 35 mm                                                     | 140 to 180mm [115 to 160 mm 2-Step and Coil U-Turn, 160/170 mm T/A Solo Air and Coil] | DebonAir 2-Step Air, Coil U-Turn, Solo Air and Coil                                                   |
| Tora                 | 2006            | 2012              | 32 mm                                                     | 80/100/120 mm, 80/100 mm 29" Coil; 85–130 mm Coil U-Turn and Solo Air                 | Coil, Coil U-Turn and Solo Air                                                                        |
| Totem                | 2007            | 2014              | 40 mm                                                     | 180 mm                                                                                | 2-Step, Solo Air or Coil                                                                              |
| Sektor               | 2011            | Present           | 32 mm                                                     | Up to 150 mm                                                                          | Coil U-Turn and Solo Air                                                                              |
| Bluto Fatbike Fork   | 2014            | Present           | 32 mm                                                     | 100 mm or 120 mm                                                                      | Solo Air                                                                                              |
| RS1 Upside-Down Fork | 2014            | Present           | 32 mm                                                     | 80 mm,100 mm or 120 mm                                                                | Solo Air                                                                                              |